# Хеберт, Лео
Ле́о В. Хе́берт (англ. Leo W. Hebert; 27 октября 1931, Атабаска, Альберта — 28 октября 2020, Ванкувер, Британская Колумбия) — канадский кёрлингист.
В составе мужской сборной Канады чемпион мира (1964). Чемпион и призёр чемпионатов Канады среди мужчин.
Играл на позициях третьего и второго.
В 2000 введён (вместе с командой) в Зал славы канадского кёрлинга.

## Достижения
- Чемпионат мира по кёрлингу среди мужчин: золото (1964).
- Чемпионат Канады по кёрлингу среди мужчин: золото (1964), серебро (1977), бронза (1970).

## Команды
| Сезон   | Четвёртый      | Третий        | Второй       | Первый        | Турниры           |
| ------- | -------------- | ------------- | ------------ | ------------- | ----------------- |
| 1963—64 | Лайалл Дагг    | Лео Хеберт    | Фред Бриттон | Барри Наймарк | ЧК 1964 · ЧМ 1964 |
| 1969—70 | Лайалл Дагг    | Барри Наймарк | Лео Хеберт   | Terry Paulson | ЧК 1970           |
| 1970—71 | Лайалл Дагг    | Берни Спаркс  | Лео Хеберт   | Барри Наймарк | [ 3 ]             |
| 1976—77 | Leroy Vinthers | Лео Хеберт    | Greg Pruden  | Барри Наймарк | ЧК 1977           |

(скипы выделены полужирным шрифтом)